# گریفیث جونز
گریفیث جونز (انگلیسی: Griffith Jones؛‏ ۱۹ نوامبر ۱۹۰۹ – ۳۰ ژانویهٔ ۲۰۰۷) بازیگر تئاتر، سینما و تلویزیون اهل بریتانیا بود.
از فیلم‌ها یا برنامه‌های تلویزیونی که وی در آن نقش داشته است، می‌توان به میراندا و قبل از عاشقی، حواست را جمع کن اشاره کرد.